# Potoče, Suha
Potoče (nemško Bach) je naselje v Občini Suha v Okraju Velikovec na Koroškem v Avstriji.